# Torri Massimiliane
Le torri Massimiliane, originariamente chiamate Türme San Giuliano n. XXX, XXXI, XXXII, XXXIII, sono quattro fortificazioni poste sulle colline a nord di Verona, parte del complesso sistema difensivo cittadino e più in particolare del settore dei forti collinari e dei forti avanzati di pianura, messo in opera tra 1837 e 1843. Le quattro strutture fortificate furono realizzate nel 1837 e i lavori furono diretti dal direttore dell'Imperiale Regio Ufficio delle Fortificazioni di Verona, il maggiore generale tedesco Franz von Scholl.

## Descrizione
Le quattro torri, di identica forma cilindrica, sono situate sui punti dominanti del crinale di Santa Giuliana. Nel loro insieme formavano l'estrema estensione, a nord, del campo trincerato collinare. Con le loro artiglierie battevano la valle di Avesa, la Valpantena e la Valdonega; principalmente impedivano l'aggiramento della piazzaforte a settentrione, da Avesa a Poiano.
Appartengono al tipo fortificatorio della torre casamattata per artiglieria a pianta circolare, o "torre massimiliana"; esse derivano infatti dalle torri costruite a Linz tra il 1831 e il 1833 dall'arciduca Massimiliano e dalle torri costiere di Trieste e di Pola. Il loro antecedente teorico è la torre casamattata per artiglieria proposta dal marchese Marc René de Montalembert nel corso del Settecento, il quale si era ispirato alle torri costiere svedesi del tardo Seicento e del primo Settecento.
Le torri circolari di Verona si elevano su due piani, con copertura a terrazza. Al piano terra sporge una galleria anulare per fucilieri, a sezione tronco-conica, nella quale è inserito un maestoso portale, con antistante fossato; all'interno, nella casamatta anulare, un recinto di sicurezza per fucilieri batte l'ingresso della torre. Al primo piano la casamatta anulare è provvista di 12 cannoniere. La copertura è ordinata come piattaforma per artiglieria: speciali affusti, su rotaie metalliche, consentivano alla batteria di cannoni il rapido brandeggiamento sull'intero giro dell'orizzonte. I due piani e la piattaforma sono collegati dal corpo scala centrale, con doppia rampa elicoidale. Il medesimo corpo cilindrico casamattato contiene, alla sua base, la grande cisterna per la raccolta delle acque piovane. Al piano terra, inoltre, un settore della casamatta anulare contiene la polveriera a prova di bomba. Il paramento murario delle torri è a conci squadrati di tufo, disposti su corsi regolari.
Queste fortificazioni, tra le ultime opere di Scholl, sono architetture di assoluta perfezione formale e costruttiva; con la loro purezza geometrica istituivano un legame suggestivo con il paesaggio naturale. Lo spazio esterno delle torri è stato tuttavia riforestato, quindi si è perso quel rapporto che insisteva con il sito collinare, originariamente brullo, prativo o roccioso. Inoltre, con la crescita spontanea della vegetazione, si sono perse anche le relazioni geometriche, balistiche e prospettiche che intercorrevano tra le fortificazioni collinari.

## Armamento
L'armamento di ognuna delle torri Massimiliane consisteva in:
- 2 cannoni rigati da 9 cm a retrocarica
- 4/6 cannoni ad anima liscia

Riserve di munizioni: 70 barili di polvere da 112 kg.

## Presidio di guerra
Il presidio in caso di guerra di ognuna delle torri Massimiliane consisteva in:
- 75 fanti
- 18 artiglieri

Era inoltre possibile disporre un presidio di emergenza di 80 uomini.

## Galleria d'immagini

Le torri nell'Ottocento, quando il sito collinare era ancora brullo e le fortificazioni, quindi, visibili dalla distanza
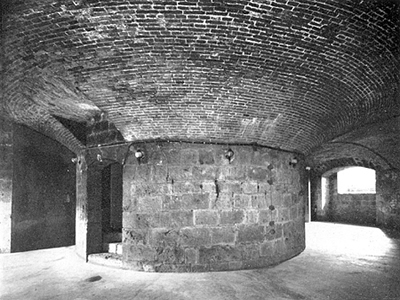
L'interno della casamatta anulare per artiglieria
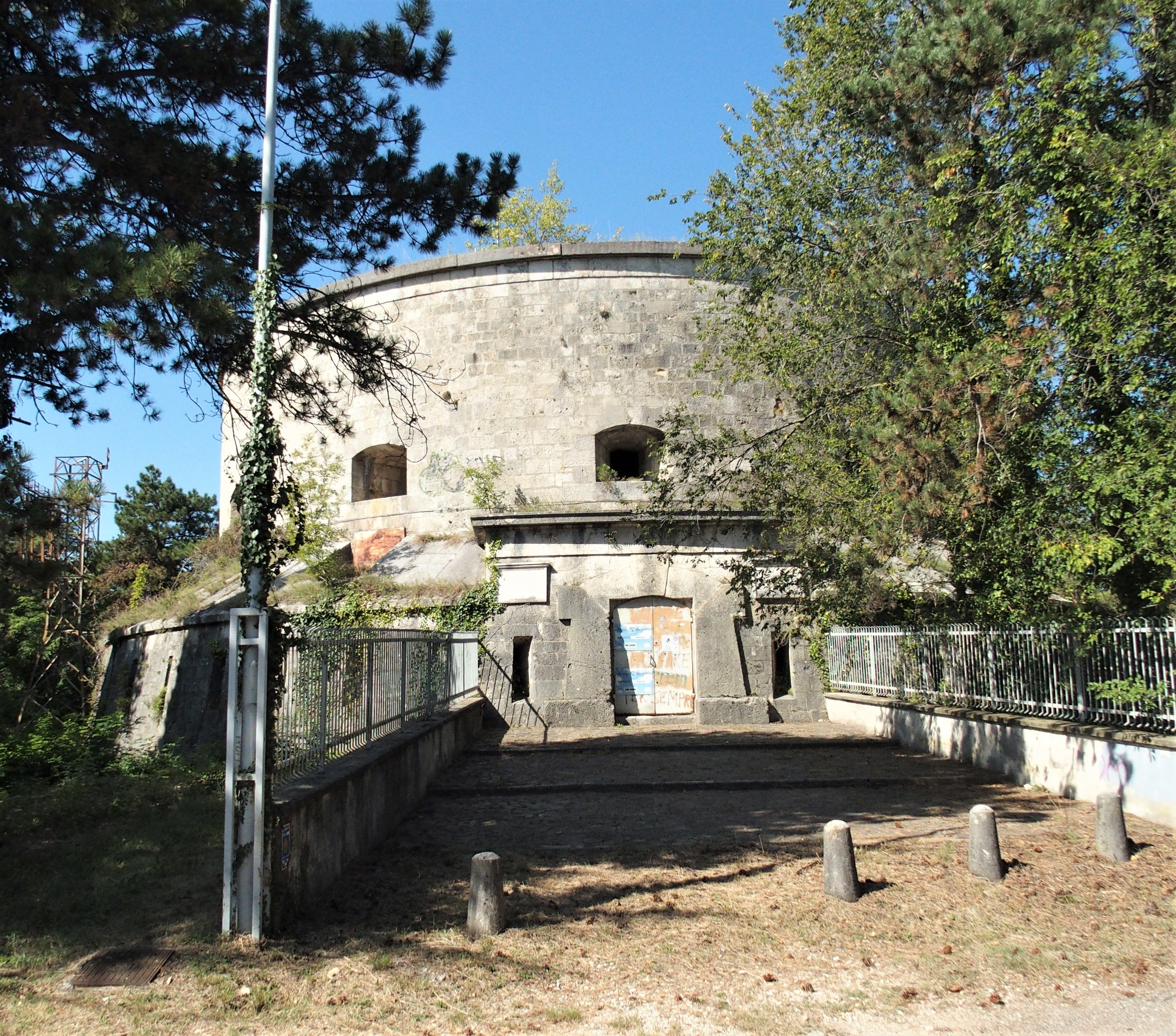
Fotografia del 2019 di una delle torri